# ویلیام شرلی
ویلیام شرلی (انگلیسی: William Shirley؛ ۲ دسامبر ۱۶۹۴ – ۲۴ مارس ۱۷۷۱) سیاست‌مدار اهل ایالات متحده آمریکا بود.